# Велізьке міське поселення
Велі́зьке міське́ посе́лення — муніципальне утворення в складі Велізького району Смоленської області, Росія. Адміністративний центр — місто Веліж.
Населення — 8433 особи (2007).

## Склад
В склад поселення входять такі населені пункти — 1 місто, 17 присілків:
| Населений пункт | Населення, осіб (2007) |
| --------------- | ---------------------- |
| Веліж           | 7326                   |
| Арютинки        | 27                     |
| Боровлево       | -                      |
| Дадони          | -                      |
| Курмелі         | -                      |
| Лаврентьєво     | -                      |
| Ляхово          | 231                    |
| Новка           | -                      |
| Ночевки         | -                      |
| Очистка         | -                      |
| Проявино        | -                      |
| Рябінка         | -                      |
| Саксони         | -                      |
| Чернецово       | -                      |
| Чернейка        | -                      |
| Щоткіно         | -                      |
| Яструб-1        | -                      |
| Яструб-2        | -                      |

| Смоленська область | Це незавершена стаття про Смоленську область. Ви можете допомогти проєкту, виправивши або дописавши її. |